# گام نو (فیلم)
گام نو (به هندی: Naya Kadam) یا قدم جدید فیلمی محصول سال ۱۹۸۴ و به کارگردانی کی. راگاوندرا رائو است. در این فیلم بازیگرانی همچون راجش خانا، جایا پرادا، پادمینی کولاپوری، سری دوی، قادرخان، آسرانی، رانجیت ایفای نقش کرده‌اند.